# SOS Médecins

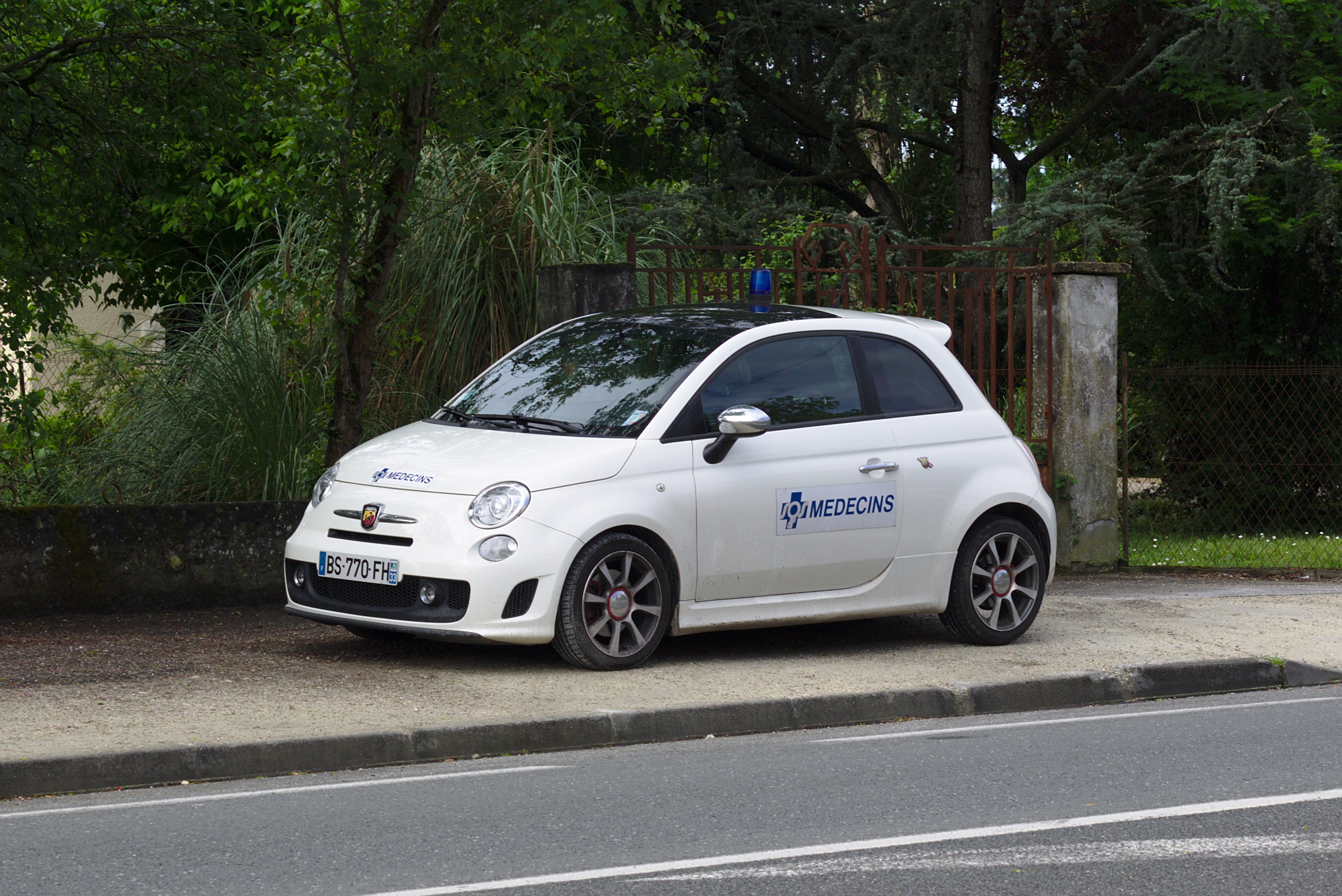
Carro da SOS Médecins

SOS Médecins é o serviço de emergência médica a domicílio oficial da França. Esta estrutura funciona sete dias por semana, e vinte e quatro horas por dia, e participa com estreita ligação com os serviços públicos de emergência (ambulância, bombeiros, hospital), e a continuidade dos cuidados em muitos centros urbanos e sua periferia.
Seu conceito operacional foi copiado em diversos outros países, como por exemplo na Bélgica.

## Influência
Os médicos de Londres, Nova York e Roma vieram copiar o modo de funcionamento da associação. Em Dakar (Senegal), Atenas (Grécia), Bruxelas (Bélgica) e de Genebra (Suíça), SOS Médicos participou da inauguração dos serviços de equipes de atenção domiciliar de médicos privados.